# De Kievit (Harmelen)
De Kieviet is een klein natuurgebied in Harmelen. Het terrein wordt begrensd door de Haanwijk en de Hollandse Kade.
In 1992 werd van een bestaand weiland de bovenlaag afgegraven zodat de voedselarme omstandigheden uit het verleden terug te krijgen. Aan de verkregen flauwe slootoever ontwikkelde zich sindsdien een moerassige vegetatie met soorten als gele lis, echte koekoeksbloem en dotterbloem.
De Kievit bestaat behalve uit vochtig hooiland ook uit een hoogstamboomgaard. In de boomgaard groeien oude rassen appel-, peren- en pruimenbomen.
Op de Kievit ligt het NME-centrum De Kievit.
In 2001 werd naast het terrein een nieuwe plas gegraven voor waterberging voor de woonwijk. Nadat die plas zich ontwikkelde tot natuurgebied werd ook die plas beheerd door het Utrechts Landschap.
Amerongse Bos
· Amerongse Bovenpolder
· Landgoed Beerschoten
· Beukenburg
· Biltse Duinen
· Birkhoven
· Blauwe Kamer
· Blikkenburg
· Bloeidaal
· Bornia
· Bosch en Duin
· Breeveen
· Broekerbos
· Buitenplaatsen Driebergseweg
· Dartheide
· Elster Buitenwaarden
· Grebbeberg
· Heidestein
· Hoge Ginkel
· Hooge Kampse Plas
· Hoog Moersbergen
· Houdringe
· Juliusput
· Kasteelbos Renswoude
· De Kievit
· Kooilust
· Kozakkenput
· De Krakeling
· Laarsenberg
· De Leyen
· Lockhorsterbos
· Lunenburgerwaard
· Maartensdijkse Bos
· Middelwaard
· Moersbergen
· Niënhof
· Noordhout
· Okkersbos
· Oostbroek
· Over-Holland
· Palmerswaard
· De Paltz
· Panbos
· Plantage Willem III
· Pleinesbos
· De Pol
· Ridderoordse Bos
· Sandenburg
· Sandwijck
· De Schammer
· Stameren
· Landgoed Stoutenburg
· Viaanse Bos
· Viaanse polders en uiterwaarden
· Vikinghof
· Park Vliegbasis Soesterberg
· Vijverbos
· Vijverhof
· Voordorpse polder
· Willem Arntszbos
· Witte Hull
· De Woerd
· Wulperhorst
· Zeisterbos